# Mezmerize
Mezmerize är System of a Downs fjärde album och det släpptes år 2005. Albumet är den första delen av System of a Downs dubbelalbum vilket ofta är beteckningen för detta album och deras nästa album Hypnotize, som släpptes ett halvår senare. Mezmerize, som först var tänkt att släppas i april 2005, debuterade på plats 1 på den amerikanska Billboard 200-listan och nådde denna placering på minst 11 andra liknande listor världen över. Albumet uppnådde platinastatus den 16 augusti 2005. Albumet kom med på Amazons lista "Best of 2005: Top 100 Editors' Picks", på plats 3 på Loudwires lista "10 Best Metal Albums of 2005" (tillsammans med Hypnotize) och det var med singeln "B.Y.O.B." ifrån detta album som bandet vann sin första Grammy, år 2006, för Best Hard Rock Performance. Artworken på både detta album och Hypnotize är skapat av Vartan Malakian, fadern till Daron Malakian.
Albumet innehåller hitsinglarna "B.Y.O.B.", "Question!" och "Cigaro". En tidig version av låten "Cigaro" läckte ut på internet i januari 2005 och blev en hit direkt även om den aldrig släpptes som en officiell singel. "B.Y.O.B." är en krigskritisk låt och titeln är en lek med akronymen BYOB. Låten "Violent Pornography" är en kritisk kommentar mot media i allmänhet och tv i synnerhet och deras negativa påverkan på folks sociala medvetenhet. Låten "Question!" fokuserar på livet efter döden och alla de frågor som uppstår runt detta och i låten "Old School Hollywood", som för övrigt handlar om när Daron Malakian spelade baseboll i ett kändislag på Dodger Stadium och ingen kände igen honom, nämns några av Darons medspelare Tony Danza, Jack Gilardi och Frankie Avalon. Serj Tankian har sagt att hans inspiration för låten "Cigaro" var Dick Cheney.
Den 13 juli 2018 uttryckte Tankian sitt missnöje med vart bandmedlemmarna stod i förhållande till varandra under arbetet med Mezmerize och Hypnotize. Han ansåg att Malakian hade för stort artistiskt ansvar och fick för stor ekonomisk ersättning för detta, där några av de låtar Tankian ville ha med på albumet inte kom med. Tankian ville därför lämna bandet innan Mezmerize och Hypnotize hade spelats in och han har sagt att han inte känner någon känslomässig koppling till låtarna på dessa album.

## Låtlista
Alla låtar är skrivna och komponerade av System of a Down, om inte annat anges. 
| Nr  | Titel                                            | Längd |
| --- | ------------------------------------------------ | ----- |
| 1.  | Soldier Side (Intro)                             | 1:03  |
| 2.  | B.Y.O.B. (Bring Your Own Bombs)                  | 4:15  |
| 3.  | Revenga                                          | 3:48  |
| 4.  | Cigaro                                           | 2:11  |
| 5.  | Radio/Video                                      | 4:09  |
| 6.  | This Cocaine Makes Me Feel Like I'm on This Song | 2:08  |
| 7.  | Violent Pornography                              | 3:31  |
| 8.  | Question!                                        | 3:20  |
| 9.  | Sad Statue                                       | 3:25  |
| 10. | Old School Hollywood                             | 2:56  |
| 11. | Lost in Hollywood                                | 5:20  |